# Братухин, Иван Павлович
Ива́н Па́влович Брату́хин (12 [25] февраля 1903, Орловский уезд, Вятская губерния — 4 июня 1985) — советский авиаконструктор и учёный в области вертолётостроения.
Профессор (1954), доктор технических наук (1962), заслуженный деятель науки и техники РСФСР (1964). Лауреат Сталинской премии.

## Биография
Родился 12 (25) февраля 1903 года в деревне Ящеры.
В 1920 году вступил в РКП(б).
Окончил Московское высшее техническое училище (1930). В 1928 году Братухина вместе с другими студентами МВТУ направляют в трёхмесячную зарубежную командировку — на преддипломную практику — для ознакомления с конструкцией автожиров, методом их расчётов и результатами лётных испытаний. После окончания МВТУ стал аспирантом МАИ, а в 1932 году его зачислили на должность доцента МАИ.
Винтокрылыми летательными аппаратами (автожирами и вертолётами) начал заниматься в Отделе особых конструкций ЦАГИ совместно с Борисом Юрьевым.
В 1939 году Б. Н. Юрьеву удалось добиться организации специализированного конструкторского бюро по проектированию летательных аппаратов вертикального взлета и посадки. 17 декабря 1939 года Приказом Народного комиссариата авиационной промышленности (НКАП) СССР при МАИ было создано ОКБ-3, которое возглавил Б. Н. Юрьев.
Постановлением Комитета обороны от 4 марта 1940 года Б. Н. Юрьеву, И. П. Братухину и директору МАИ Б. Ф. Семичастнову выдано техническое задание на постройку двухместного геликоптера с двумя двигателями МВ-6 с максимальной скоростью 150 км/ч, дальностью до 200 км и потолком 4500 метров. В сжатые сроки предписывалось построить два прототипа; первый требовалось представить на испытания к 1 мая 1941-го, а второй прототип — к 1 июля этого же года.
В связи с занятостью другими работами Борис Юрьев оставил руководство ОКБ-3, которое возглавил Иван Братухин.

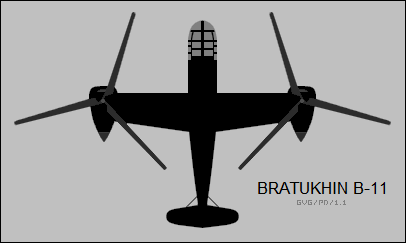
Силуэт вертолёта Б-11

В августе 1941 года прошли первые испытания вертолета Б-11 «Омега»
В связи с наступлением вермахта ОКБ-3 эвакуировано в Алма-Ату, где работы над вертолетом были продолжены.
В 1943 году территория бывшего московского завода № 388 в Сокольниках на Второй Рыбинской улице, где осуществлялось производство десантно-транспортных планеров, была передана заводу № 381 как Филиал № 1. С 1946 года он стал производственной базой вертолётного ОКБ-3, которое было возвращено из Алма-Аты. В 1948 году ОКБ-3 было реорганизовано в Государственный Союзный завод № 3 с КБ-1, руководитель И. П. Братухин, и КБ-2, руководитель Н. И. Камов.

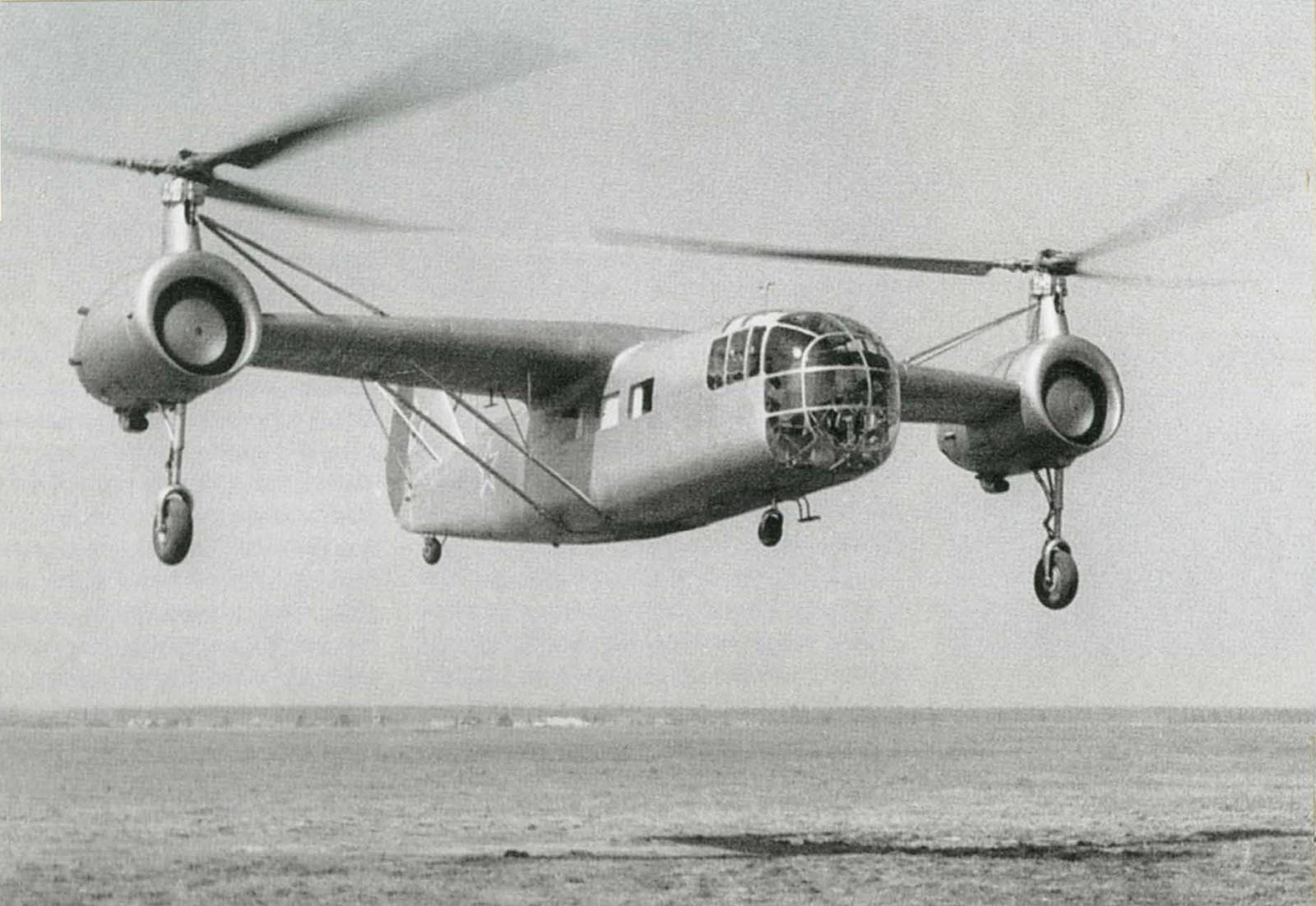
Вертолёт Б-5 на испытаниях, 1947 год

В вертолётостроительном опытном конструкторском бюро ОКБ-3 и — с 1948 года в ОКБ-1 под руководством Братухина был создан ряд опытных и выпущенных малой серией вертолётов поперечной схемы: «Омега-II» (1944), Г-3 (1945), Г-4 (1946), Б-5 (1947), Б-11 (1948) и другие.
Г-3 или «Корректировщик артиллерийского огня» стал первым серийным вертолётом в СССР.
Конструкторское бюро И. П. Братухина было расформировано в октябре 1951 года.

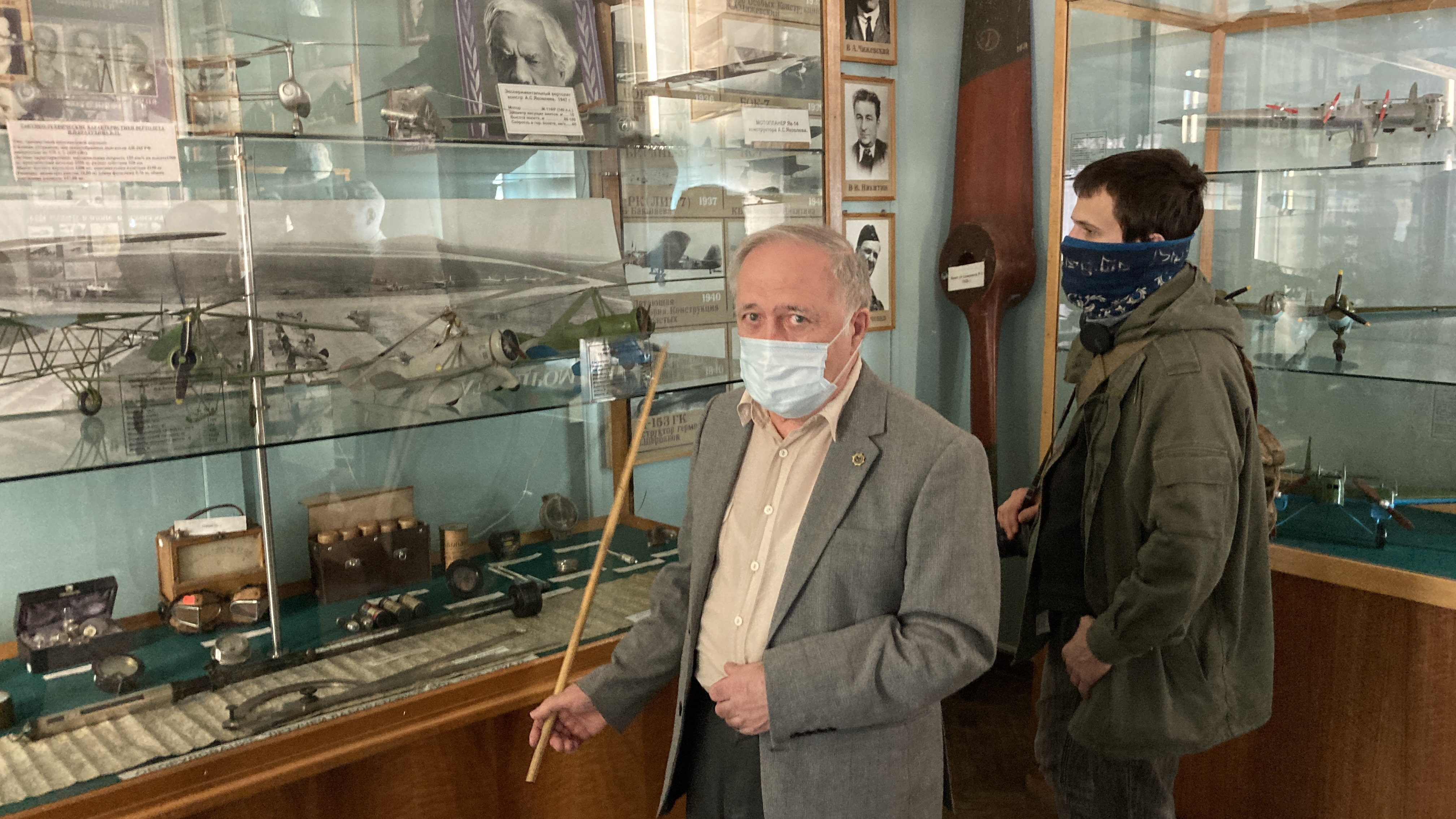
Модель Б-11 в музее (сверху слева)

В 1953 году Братухин возглавил начавшиеся в ЦАГИ параметрические исследования перспективных тяжёлых транспортных вертолётов и вертолётов-кранов грузоподъёмностью до 60 тонн с реактивным компрессорным приводом несущего винта и с ТРД на концах лопастей.
В 1954 году на кафедре «Конструкция и проектирование вертолётов» МАИ организовали конструкторскую группу для разработки десантно-транспортного СВВП. Проект выполнялся под руководством академика Б. Н. Юрьева и И. П. Братухина совместно с Всесоюзным электротехническим институтом.
В 1962 году за оригинальную работу по определению границ срыва на лопасти несущего винта И. П. Братухину присуждается степень доктора технических наук, а в 1964 году — звание заслуженного деятеля науки и техники РСФСР.
Иван Павлович Братухин умер в 1985 году, похоронен на Митинском кладбище в Москве.

## Награды
- Сталинская премия (1946)
- Орден Ленина
- Орден Октябрьской Революции
- Орден Трудового Красного Знамени
- медали

## Комментарии
1. ↑  Деревня Ящеры, относившаяся к Воскресенской волости Орловского уезда, в последующем входила в состав Горюнского сельсовета Сунского района; не сохранилась, ныне — урочище в том же районе Кировской области[2][3]